# 外傷初期診療ガイドライン日本版
外傷初期診療ガイドライン日本版（がいしょうしょきしんりょうガイドラインにほんばん、英: Japan Advanced Trauma Evaluation and Care、JATEC）とは、救命救急センターを含む救急病院へと搬送された傷病者を迅速に検査・治療するための診療ガイドライン。外傷病院前救護ガイドライン（JPTEC）に則っている。米国のen:Advanced Trauma Life Support（ATLS）を元にしている。
制度が導入された背景については、外傷病院前救護ガイドライン#背景を参照されたい。

## 標準化診療手順
JATECにおいては、下記の手順に従って診療が進められる。
プライマリー・サーベイ
ABCDEアプローチに基づき、生命維持のための生理機能の維持・回復を最優先として検索・対処するものである。
セカンダリー・サーベイ
プライマリー・サーベイにおいて生命維持に直結する問題を確認・対処したのちに、全身の損傷を系統的に検索するものである。
根本治療
プライマリー・サーベイおよびセカンダリー・サーベイにおいて確認された問題に対し、根本的な治療を施すものである。

## プライマリー・サーベイ

### 第一印象
救急車から降ろされた患者のそばに行き、声をかけて反応を見た上で、上肢に損傷がなければ手首（出来れば橈骨動脈）に触れる。これだけで、意識レベル、自発呼吸の有無、顔色（ショックの有無）、主訴、麻痺の有無、末梢循環動態を大まかに見ることが出来る。以後、それらの悪化がないかどうか絶えず観察しなければならない。そして、意識のある患者には安心させることが必要である。

### ABCDEアプローチ
プライマリー・サーベイは、ABCDEアプローチに基づいて進められる。これは、下記の通りのものである。
A：airway
気道評価・確保と頚椎保護。気道の確保を困難にする要素。すなわち上顎・下顎骨折、顔面損傷、気道内異物。
B：breathing
呼吸評価と致命的な胸部外傷の処置。呼吸を阻害する病態。すなわち、フレイルチェスト、開放性気胸、緊張性気胸、大量血胸など。
C：circulation
循環評価および蘇生と止血。正常な循環を妨げる病態。ショック、心タンポナーデ、緊張性気胸に留意する。この際、腹腔内出血および胸腔内液体貯留・心嚢液貯留の検出のため、FAST検査が行なわれる。
D：dysfunction of CNS
生命を脅かす中枢神経障害の評価。中枢神経系の機能を評価する。意識レベル、瞳孔所見、片麻痺などの所見に留意する。なお、
- 搬入後、グラスゴー・コーマ・スケールで2点以上の低下が見られた
- グラスゴー・コーマ・スケールの合計が8点以下である
- 瞳孔不同やクッシング現象がある

のいずれかの徴候がある場合、切迫するD状態と呼ばれ、ABCが安定し次第、頭部CT検査と脳神経外科医による対処を行なうこととされている。
E：exposure & environmental control
脱衣と体温管理。脱衣による外出血や開放創の有無の観察、およびその後の体温管理（低体温の防止）。
この手順は線形アルゴリズムであり、初療時の優先順位を示したものであるが、実際の臨床現場では医師が複数いるなどの場合、できるだけ同時にアプローチすることとされている。
なお、ABCDEアプローチの前半部は、心肺蘇生におけるABCに準じたものになっている。心肺蘇生のABCは
- A：気道確保
- B：人工呼吸
- C：心臓マッサージ

を表しているが、外傷診療におけるABCは「それらを脅かす要素」を意味している。

## セカンダリー・サーベイ
交通外傷における全身精査では、生命に関わる損傷や骨折の有無を迅速にスクリーニングする。この精査はセカンダリー・サーベイと呼ばれ、ABCの安定を確認した後で行なわれるものである。身体所見の確認、必要であればX線、CT、MRIなどの補助検査を施行し、必要ならば蘇生処置を開始する。具体的には創傷、血腫、骨折、神経学的異常など様々な症状について詳細なチェックが行われ、特に頭部外傷や胸部損傷といった生命に関わる損傷は優先的に評価される。しかし、全身CT撮影に関しては、重症外傷患者では循環動態が安定していても撮影中に急変する可能性があること、点滴や人工呼吸器など付属品が多いと移動に時間がかかることなどから、全ての患者に適用すべきではないと指摘する意見もある。全身において系統的に損傷を検索するため、解剖学的評価に主眼を置く。初療段階のCT検査では、FACT（Focused Assessment with CT for Trauma）を用いた全身スクリーニングが行われる。これは頭部、肺、膀胱直腸下部、後腹膜血腫、骨盤骨・臓器といった各部位を評価するもので、まず3分以内で初期評価を行ない、その後詳細な評価に移行する。また、プライマリー・サーベイにおいて切迫するDが確認された場合、これへの対処が最優先となる。

### 病歴の聴取
AMPLEが、病歴聴取に当たって重視される。
Allergyアレルギー歴
Medication服用薬
Past history and Pregnancy既往歴・妊娠
Last meal最終の食事
Events and Environment受傷機転や受傷現場の状況

### 全身検索

#### 頭部・顔面
- 頭痛・視力低下・複視・聴力障害・咬合障害
- 眼損傷・鼓膜損傷
- 頭蓋底骨折:パンダの目徴候やバトル徴候（英語版）（乳様突起耳介後部の皮下腫脹変色）
- 陥没骨折・顔面骨骨折・上顎/下顎骨骨折
- 口腔・鼻腔内損傷

などに注意する。

#### 頚部
頚椎・頚髄損傷を疑う場合は、頸椎X線3方向撮影を行なう。なお、頚部観察中は頚椎カラーを外すが、これ以外のセカンダリー・サーベイの間は、原則としてカラーは装着しておく。

#### 胸部
視診・聴診・触診・打診に加え、心電図および胸部X線写真を確認する。この際、下記のPATBED2Xの8外傷に注意する。
- Pulmonary contusion:肺挫傷
- Aortic rupture:外傷性大動脈破裂
- Tracheobronchial rupture:気管気管支破裂
- Blunt cardiac contusion:鈍的心損傷
- Esophageal rupture:食道損傷
- Diaphragmatic rupture:横隔膜破裂
- 2X
  - Pneumothorax:気胸
  - Hemothorax:血胸

#### 腹部
腹腔内出血と腹膜炎に注意して、視診・聴診・触診・打診に加えてFAST検査を再度、反復して実施するとともに、必要に応じて腹部造影CT検査を行なう。管腔臓器損傷の診断はしばしば困難であるが、6時間以内に開腹術の要否を判断することが求められる。またこの際、診断的腹腔洗浄が有用である。

#### 骨盤・会陰
骨盤骨折の診断では、骨盤X線単純写真が重要である。これで骨盤骨折を否定したのち、生殖器、会陰、肛門の診察を施行する。可能なら直腸診を行ない、直腸損傷、腹膜炎、後部尿道損傷に注意する。

#### 四肢
骨折や脱臼を疑う所見に注意し、これが疑われる場合は自他動運動を制限してX線撮影を行なう。一方、これ以外の部位において自動運動が可能なら、骨折や脱臼、重篤な軟部組織損傷を否定できる。また、動脈損傷に注意して、毛細血管再充満時間や四肢末梢動脈の拍動を確認する。これと同時に、知覚運動機能も確認する。この際、コンパートメント症候群に注意する。

#### 背面
背面を観察できるようにする方法には、脊椎を軸にして転がす方法（ログ・ロール法）と仰臥位のままで持ち上げる方法（フラット・リフト法）があり、患者状態や動員できる人数によって選択する。

#### 神経系
「切迫するD」に該当せずとも、GCS合計点が15未満であったり、15でも場合によっては頭部CT検査が望ましい。

### 感染予防
感染予防のため、デブリードマンや抗菌剤の予防的投与・破傷風対策が行なわれる。
抗菌剤の予防的投与
原則的に、ペニシリンやセファロスポリンが使用される。投与は原則として3日以内の短期とする。
破傷風予防
必要に応じて、破傷風トキソイドおよび破傷風免疫グロブリンが投与される。これらの適応については議論の余地があることが示されているが、防衛医療の一環として行なわれることが増えている。

### 最終チェック
FIXESが合言葉とされる。これは、下記のとおりの意味である。
F —finger or tube into every orifice
外耳道内の確認や直腸診を怠っていないか。また、必要なカテーテルは適切に留置されているか。
I —intravenous / intramuscular therapy
輸液路は確保されたか、また適切な薬物投与が行なわれたか。
X —X-ray photograph
X線や、その他CT検査など適切な画像診断を行ったか。
E —electrocardiogram
心電図モニタにとどめず、12誘導心電図（ECG）を記録したか。
S —splint
骨折に対して副子（シーネ）で創外固定を行ったか。